# Hadley Caliman

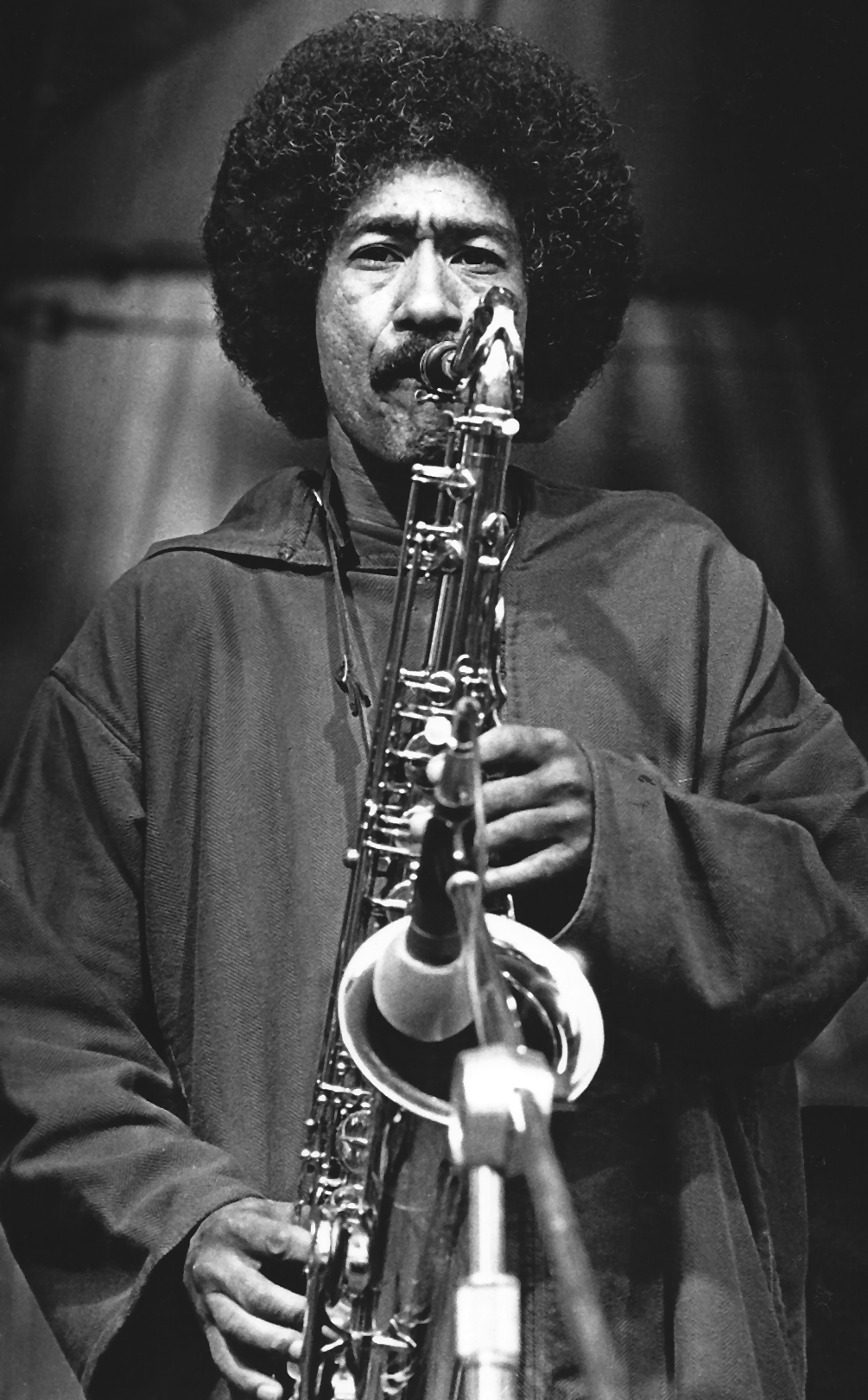
Hadley Caliman 1978 (Pori Jazz)

Hadley Caliman (* 12. Januar 1932 in Idabel, Oklahoma; † 8. September 2010 in Seattle) war ein US-amerikanischer Jazz-Musiker (Tenorsaxophon, daneben auch Flöte, Bassklarinette, Sopransaxophon).

## Biographie
Caliman begann im Alter von zwölf Jahren zunächst auf der Klarinette und wechselte dann zum Alt- bzw. zum Tenorsaxophon. Mit 16 Jahren begann er, mit professionellen Bands auf Tournee zu gehen; von 1949 bis 1951 spielte er in der Roy Porter-Bigband. Anfang der 1950er Jahre studierte er am Pomona State College und dem Konservatorium in San Francisco. Dort arbeitete er anschließend mit eigenen Formationen, 1967 bei Gerald Wilson und 1969 bei Don Ellis und Johnny Almond. 
Ende der 1960er Jahre war er für kurze Zeit Mitglied einer Fusionband, die von Ray Draper geleitet wurde. 1971 entstand sein erstes Album unter eigenem Namen. In den 1970er Jahren arbeitete Hadley u. a. in Jazz- und Fusion-Projekten mit Julian Priester (Love Love auf ECM), Carlos Santana (Caravanserai und Carlos Santana & Buddy Miles! Live!, Columbia, 1972), Joe Henderson, Earl Hines, Freddie Hubbard (Pinnacle: Live & Unreleased from Keystone Korner), Jon Hendricks, Eddie Henderson, Azar Lawrence, Patrice Rushen und Bobby Hutcherson (1976/77). In den 1980ern hatte er ein Quintett mit Trompeter Nathan Breedlove. In den 1990er Jahren wirkte er unter anderem bei Aufnahmen von Jessica Williams (Joy) und Akbar DePriest mit. In den 2000er Jahren war Caliman weiterhin im Raum Seattle als Leiter eines Quartetts/Quintetts aktiv, mit dem er 2008 ausgezeichnet wurde und trat zuletzt wieder mit Pete Christlieb auf.

## Diskographische Hinweise
Alben unter eigenem Namen
- Hadley Caliman (Mainstream Records, 1971)
- Iapetus (Mainstream, 1972)
- Projecting (Catalyst Records, 1976)
- Celebration (Catalyst Records, 1977)
- Gratitude (2008)
- Reunion (2010) mit Pete Christlieb

Alben als Sideman
- Azar Lawrence: Bridge into the New Age (Prestige, 1974)
- Patrice Rushen: Prelusion (1974)
- Bobby Hutcherson: Knucklebean (Blue Note, 1976)
- Freddie Hubbard: Skagly (1980)